# (71) Niobe
(71) Niobe ist ein Asteroid des mittleren Hauptgürtels, der am 13. August 1861 vom deutschen Astronomen Karl Theodor Robert Luther an der Sternwarte Düsseldorf entdeckt wurde.
Der Asteroid wurde benannt nach Niobe, der Tochter von Tantalos und Schwester von Pelops, dem König von Phrygien. Sie stellte sich über die Titanin Leto. Deren Sohn Apollon bestrafte sie, indem er ihre sieben Söhne und sieben Töchter tötete und sie in einen Felsen verwandelte. Der Name wurde von einer Mehrheit der Astronomen gewählt, die sich am 20./21. August 1861 in Dresden trafen.

## Wissenschaftliche Auswertung
Aus Ergebnissen der IRAS Minor Planet Survey (IMPS) wurden 1992 Angaben zu Durchmesser und Albedo für zahlreiche Asteroiden abgeleitet, darunter auch (71) Niobe, für die damals Werte von 83,4 km bzw. 0,31 erhalten wurden. Radarastronomische Messungen vom 20. bis 22. Februar 2006 am Arecibo-Observatorium bei 2,38 GHz führten zur Abschätzungen des Durchmessers zu einem effektiven Wert von 97 ± 20 km bei einer visuellen Albedo von 0,31. Eine Auswertung von Beobachtungen durch das Projekt NEOWISE im nahen Infrarot führte 2011 zu vorläufigen Werten für den Durchmesser und die Albedo im sichtbaren Bereich von 92,8 km bzw. 0,25. Ein Vergleich von Daten, die von 1978 bis 2011 an der Sternwarte Ondřejov in Tschechien und am Table Mountain Observatory in Kalifornien gesammelt wurden, mit den Daten von NEOWISE ergab 2012 Werte für den Durchmesser und die Albedo von 92,8 km bzw. 0,24. Nachdem die Werte nach neuen Messungen mit NEOWISE 2012 auf 75,9 km bzw. 0,37 korrigiert worden waren, wurden sie 2014 auf 82,1 km bzw. 0,32 geändert. Aus einer Auswertung von zwei Sternbedeckungen durch den Asteroiden konnte in einer Untersuchung von 2020 ein Durchmesser von 83,5 ± 0,5 km bestimmt werden. Die Beobachtung eines Beobachters während einer Okkultation am 10. Februar 2005 könnte durch die Anwesenheit eines Satelliten von etwa 10 km Größe erklärt werden. Allerdings gab es dafür keine bestätigenden Beobachtungen.
Bei spektroskopischen Beobachtungen von (71) Niobe am Astrophysikalischen Observatorium Şamaxı in Aserbaidschan am 13./14. August 1989 konnten in den gemessenen Spektren Absorptionslinien festgestellt werden, die auf Titan-Ionen eingebettet in eine Nichteisen-Pyroxenmatrix hinweisen könnten.
Photometrische Beobachtungen von (71) Niobe fanden erstmals statt im Februar 1974 am Observatoire de Haute-Provence in Frankreich. Aus der gemessenen Lichtkurve konnte eine Rotationsperiode von 11,213 h abgeleitet werden. Weitere Messungen vom 14. bis 21. August 1980 am Table Mountain Observatory in Kalifornien führten zunächst zur Abgabe einer provisorischen Periode von 28,8 h. Nachdem eine Beobachtung am 3. Februar 1983 am Osservatorio Astrofisico di Catania und am Osservatorio Astronomico di Collurania-Teramo in Italien nicht weiter ausgewertet werden konnte, erfolgte eine Neubewertung der Beobachtungen am Table Mountain Observatory von 1980 in Verbindung mit den Daten aus den Jahren 1974 und 1983. Zunächst konnte festgestellt werden, dass die Messdaten inkompatibel zu irgendeiner Periodizität in der Nähe von 11 Stunden waren. Stattdessen ergab sich entweder eine Periode von 14,38 h (mit zwei Extrema pro Periode) oder auch mit dem doppelten Wert von 28,8 h (mit vier Extrema pro Periode, die zuvor angegebene provisorische Schätzung). Schließlich wurde aber nach Vergleich aller vorliegenden Lichtkurven die kürzere Periode bevorzugt. Beobachtungen vom 11. bis 17. Mai 1993 am La-Silla-Observatorium in Chile und vom 21. September bis 25. Oktober 1994 am Observatorium Kvistaberg in Schweden konnten aufgrund von Beobachtungslücken nicht sicher ausgewertet werden, aber die Daten schienen noch am besten zu der Periode von 14,38 h zu passen.

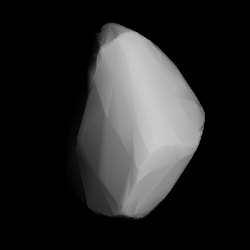
Berechnetes 3D-Modell von (71) Niobe

Anfang 2006 begannen radarastronomische Untersuchungen des Asteroiden (siehe oben), zu deren Unterstützung neue Bestimmungen der Rotationsperiode angefragt wurden. Am 21. Februar 2006 fand dazu eine Beobachtung am Palmer Divide Observatory in Colorado statt, die darauf hinwies, dass die Rotationsperiode bei 24 Stunden oder mehr liegen könnte. Auch die Messungen in den folgenden Nächten sprachen für die Möglichkeit einer längeren Periode. Bei Asteroiden mit Rotationsperioden von ungefähr einem ganzzahligen Erdtag kann an einem Observatorium aber oft nur eine unvollständige Lichtkurve aufgenommen werden, da in jeder Nacht immer wieder derselbe Abschnitt der Lichtkurve erfasst wird. Daher wurde in einer koordinierten Zusammenarbeit zwischen dem Palmer Divide Observatory, dem Bagnall Beach Observatory in Australien und dem Observatorium Skalnaté Pleso in der Slowakei bis zum 3. März eine sehr detaillierte Lichtkurve aufgezeichnet, aus der schließlich eine Rotationsperiode von 35,6 h bestimmt wurde. Die Richtigkeit dieses Werts gegenüber dem früheren Wert von 14,8 h wurde auch durch die Auswertung der Radarbeobachtungen unterstützt, die im anderen Fall zu einem unrealistischen Durchmesser geführt hätten. Etwa zur gleichen Zeit hatten vom 6. Januar bis 5. April 2006 auch unabhängige Beobachtungen von (71) Niobe am Observatorium der Universidad de Monterrey in Mexiko stattgefunden. Die etwas lückenhafte Lichtkurve ließ zunächst mehrere mögliche Rotationsperioden zu. Nach der Veröffentlichung der Ergebnisse des Palmer Divide Observatory ließen sich beide Datensätze kombinieren und führten zu einer deutlich genaueren Bestimmung der Rotationsperiode von 35,81 h. Auch am Organ Mesa Observatory in New Mexico konnte durch ausreichend lange Beobachtungen des Asteroiden vom 15. November 2009 bis 3. März 2010 eine nahezu lückenlose Lichtkurve erhalten werden, aus der eine Rotationsperiode von 35,864 h bestimmt wurde. Eine im Prinzip auch mögliche doppelt so lange Periode konnte dagegen aus dem Vergleich mit den Radardaten von 2006 und mehreren beobachteten Sternbedeckungen durch den Asteroiden zwischen 2004 und 2010 effektiv ausgeschlossen werden.
Die Auswertung von 49 vorliegenden Lichtkurven und zusätzlichen Daten der Lowell Photometric Database ermöglichte dann in einer Untersuchung von 2016 die Erstellung eines Gestaltmodells für den Asteroiden mit einer Position der Rotationsachse für retrograde Rotation und einer Periode von 35,8521 h. Zwischen 2012 und 2018 wurden mit der All-Sky Automated Survey for Supernovae (ASAS-SN) auch photometrische Daten von 20.000 Asteroiden aufgezeichnet. Auf mehr als 5000 davon konnte erfolgreich die Methode der konvexen Inversion angewendet werden, darunter auch (71) Niobe, für die in einer Untersuchung von 2021 ein verbessertes dreidimensionales Gestaltmodell für eine Rotationsachse mit retrograder Rotation und einer Periode von 35,853 h berechnet wurde.